# Tewoella
Tewoella es un género de foraminífero bentónico de la subfamilia Boultoniinae, de la familia Schubertellidae, de la superfamilia Fusulinoidea, del suborden Fusulinina y del orden Fusulinida. Su especie tipo es Tewoella longa. Su rango cronoestratigráfico abarca el Lopingiense (Pérmico superior).

## Discusión
Clasificaciones más recientes incluyen Tewoella en la superfamilia Schubertelloidea, y en la subclase Fusulinana de la clase Fusulinata.

## Clasificación
Tewoella incluye a las siguientes especies:
- Tewoella brevicylindrica †
- Tewoella compacta †
- Tewoella longa †
- Tewoella xiawunaensis †